# Јухеи Токунага
Јухеи Токунага (јап. 徳永 悠平; 25. септембар 1983) јапански је фудбалер.

## Каријера
Током каријере је играо за Токио и V-Varen Nagasaki.

## Репрезентација
За репрезентацију Јапана дебитовао је 2009. године. За тај тим је одиграо 9 утакмица.

## Статистика
| Јапан  | Јапан   | Јапан  |
| Година | Наступи | Голови |
| ------ | ------- | ------ |
| 2009.  | 5       | 0      |
| 2010.  | 2       | 0      |
| 2011.  | 0       | 0      |
| 2012.  | 0       | 0      |
| 2013.  | 2       | 0      |
| Укупно | 9       | 0      |